# Pierre van Hooijdonk
Petrus (Pierre) Ferdinandus Johannes van Hooijdonk (Steenbergen, 29 november 1969) is een Nederlands voetbalanalist en voormalig -trainer en -speler.
Als speler kwam Van Hooijdonk in Nederland uit voor RBC, NAC, Vitesse en Feyenoord. In het buitenland speelde de spits voor Celtic, Nottingham Forest, Benfica en Fenerbahçe. In zijn eerste periode bij Feyenoord had Van Hooijdonk met zijn vrije trappen en acht doelpunten een aanzienlijk aandeel in de winst van de UEFA Cup in 2002. Met Fenerbahçe pakte hij in 2004 en 2005 de Turkse landstitel.
Van Hooijdonk speelde zesenveertig interlands voor het Nederlands elftal en was actief op het WK 1998, Euro 2000 en Euro 2004.
Na het beëindigen van zijn spelersloopbaan was Van Hooijdonk actief als trainer. In 2011 was hij assistent-bondscoach van Turkije. In het seizoen 2013/14 was hij trainer van Jong Feyenoord/Excelsior.
In 2015 trad hij in dienst als analist bij NOS Studio Sport.

## Biografie

### Persoonlijk
Van Hooijdonks biologische vader is van Marokkaanse afkomst. Hij heeft hem nooit ontmoet en hij beschouwt Jan van Hooijdonk, de man van zijn Nederlandse moeder, als zijn vader.
Hij is de vader van voetballer Sydney van Hooijdonk.

### Voetbalcarrière

#### Clubvoetbal
Van Hooijdonk begon zijn voetbalcarrière bij VV Steenbergen en maakte in 1989 zijn entree in het betaalde voetbal bij RBC. Toen hij in zijn tweede seizoen zevenentwintig doelpunten in de Eerste divisie maakte, kon hij bij zijn jeugdliefde NAC een contract tekenen. Tijdens het seizoen 1993/94 scoorde hij in elf Eredivisiewedstrijden op rij, een Eredivisie-record. Met de tussendoor gespeelde bekerwedstrijden meegeteld scoorde hij zelfs veertien wedstrijden op rij. In zijn periode bij NAC verwierf hij bekendheid met de "buikschuiver" na elk doelpunt. Ook als speler van NAC maakte hij op 14 december 1994 zijn debuut in het Nederlands elftal. Van Hooijdonk ging naar Celtic en na een seizoen naar Nottingham Forest. De aanvaller verwierf bij Oranje al snel de reputatie van 'supersub' door zijn sterke invalbeurten, onder meer op het WK 1998. Het betekende de start van een glanzende loopbaan. Karel Aalbers haalde hem in 1999 naar subtopper Vitesse. Bij de Arnhemse club werd Van Hooijdonk met vijfentwintig doelpunten de tweede topscorer van de Eredivisie. Er kwam steeds meer belangstelling voor hem van grote clubs en was uiteindelijk door financiële redenen niet meer te houden. Aan het eind van dat seizoen vertrok Van Hooijdonk naar Benfica.
Hoogtepunt van zijn voetballoopbaan was het winnen van de UEFA Cup met Feyenoord in 2002. De Rotterdammers dankten die hoofdprijs voor een belangrijk deel aan de vrije trappen van Van Hooijdonk. Hij scoorde in het toernooi acht doelpunten, waaronder twee in de met 3–2 gewonnen finale tegen Borussia Dortmund, en was daarmee topscorer van het toernooi. In het seizoen 2002/03 liep de geroutineerde spits een op een bij Feyenoord, hij maakte er achtentwintig in evenzoveel wedstrijden. In de zomer van 2003 leefde Van Hooijdonk over zijn contract in onmin met Feyenoord-voorzitter Jorien van den Herik.
Van Hooijdonk koos uiteindelijk voor een avontuur in Turkije bij Fenerbahçe, waar hij op 9 mei 2004 voor het eerst in zijn carrière een landstitel pakte. Na zijn tweede seizoen aan de Bosporus waar hij wederom kampioen werd, keerde 'Pi-Air' terug op het oude nest: NAC Breda. Dit hernieuwde huwelijk bleek echter van korte duur. Toen trainer Ton Lokhoff, tevens vriend van Van Hooijdonk, ontslagen werd was het ook voor Van Hooijdonk snel afgelopen. De nieuwe trainer Cees Lok vond hem een negatieve invloed hebben op de rest van de selectie en hield hem op de bank.
Van Hooijdonk vertrok niet veel later naar een andere oude bekende: Feyenoord. Hij kondigde aan na dit seizoen een punt achter zijn spelersloopbaan te zullen zetten. Het seizoen 2006/07 werd totaal niet wat hij ervan verwacht had: Feyenoord eindigde op de zevende plaats. De laatste minuten van de laatste wedstrijd van de competitie (een 5–1 nederlaag tegen sc Heerenveen), liep Van Hooijdonk in tranen over het veld. In de play-offs scoorde hij nog wel tegen FC Groningen uit een vrije trap, maar dit bleek niet genoeg om Europees voetbal te halen, waardoor zijn loopbaan in mineur eindigde.
Van Hooijdonk speelt op amateurniveau bij VV Beek Vooruit uit Prinsenbeek, uitkomend in de Tweede klasse.

#### Nederlands elftal
Van Hooijdonk speelde zesenveertig interlands voor het Nederlands elftal en maakte daarin veertien doelpunten. Zijn interlanddebuut maakte hij als invaller op 14 december 1994 tegen Luxemburg, dezelfde wedstrijd waarin ook Clarence Seedorf debuteerde in Oranje. Hij stond vijf keer in de basis; meestal werd hij gebracht als pinch-hitter.
De meest memorabele wedstrijd waarin hij deze status volledig waarmaakte, ook door hemzelf in een interview zo benoemd, was de WK-kwalificatiewedstrijd tegen Wales van 5 oktober 1996. Bij een 1–0-achterstand werd hij in de eenenzeventigste minuut ingebracht en boog binnen amper drie minuten tijd met twee doelpunten de stand om. Nederland won uiteindelijk met 1–3.
Van Hooijdonk behoorde tot de selectie voor het WK 1998 in Frankrijk, waar Nederland vierde werd. In de halve finale tegen Brazilië werd hij in de slotfase van de verlenging (bij een stand van 1–1) in het strafschopgebied ten val gebracht door Júnior Baiano, maar kreeg van scheidsrechter Ali Bujsaim geen strafschop. Brazilië won uiteindelijk na strafschoppen.
Zijn belangrijkste interlandoptreden was waarschijnlijk de WK-kwalificatiewedstrijd tegen Tsjechië in 2004, die door Nederland met 2–0 gewonnen werd dankzij twee doelpunten van Van Hooijdonk. Op 17 november 2004 speelde hij zijn laatste interland tegen Andorra, onder leiding van bondscoach Marco van Basten.
| Interlands van Pierre van Hooijdonk voor Nederland | Interlands van Pierre van Hooijdonk voor Nederland | Interlands van Pierre van Hooijdonk voor Nederland | Interlands van Pierre van Hooijdonk voor Nederland | Interlands van Pierre van Hooijdonk voor Nederland | Interlands van Pierre van Hooijdonk voor Nederland |
| №                                                  | Datum                                              | Wedstrijd                                          | Uitslag                                            | Competitie                                         | Goals                                              |
| Als speler van NAC Breda                           | Als speler van NAC Breda                           | Als speler van NAC Breda                           | Als speler van NAC Breda                           | Als speler van NAC Breda                           | Als speler van NAC Breda                           |
| -------------------------------------------------- | -------------------------------------------------- | -------------------------------------------------- | -------------------------------------------------- | -------------------------------------------------- | -------------------------------------------------- |
| 1                                                  | 14 december 1994                                   | Nederland – Luxemburg                              | 5 – 0                                              | EK-kwalificatie                                    | 0                                                  |
| Als speler van Celtic                              |                                                    |                                                    |                                                    |                                                    |                                                    |
| 2                                                  | 18 januari 1995                                    | Nederland – Frankrijk                              | 0 – 1                                              | Vriendschappelijk                                  | 0                                                  |
| 3                                                  | 5 oktober 1996                                     | Wales – Nederland                                  | 1 – 3                                              | EK-kwalificatie                                    | 2                                                  |
| 4                                                  | 9 november 1996                                    | Nederland – Wales                                  | 7 – 1                                              | EK-kwalificatie                                    | 0                                                  |
| Als speler van Nottingham Forest                   |                                                    |                                                    |                                                    |                                                    |                                                    |
| 5                                                  | 29 maart 1997                                      | Nederland – San Marino                             | 4 – 0                                              | WK-kwalificatie                                    | 1                                                  |
| 6                                                  | 2 april 1997                                       | Turkije – Nederland                                | 1 – 0                                              | WK-kwalificatie                                    | 0                                                  |
| 7                                                  | 30 april 1997                                      | San Marino – Nederland                             | 0 – 6                                              | WK-kwalificatie                                    | 1                                                  |
| 8                                                  | 4 juni 1997                                        | Zuid-Afrika – Nederland                            | 0 – 2                                              | Vriendschappelijk                                  | 0                                                  |
| 9                                                  | 11 oktober 1997                                    | Nederland – Turkije                                | 0 – 0                                              | WK-kwalificatie                                    | 0                                                  |
| 10                                                 | 21 februari 1998                                   | Verenigde Staten – Nederland                       | 0 – 2                                              | Vriendschappelijk                                  | 0                                                  |
| 11                                                 | 24 februari 1998                                   | Mexico – Nederland                                 | 2 – 3                                              | Vriendschappelijk                                  | 0                                                  |
| 12                                                 | 5 juni 1998                                        | Nederland – Nigeria                                | 5 – 1                                              | Vriendschappelijk                                  | 1                                                  |
| 13                                                 | 20 juni 1998                                       | Nederland – Zuid-Korea                             | 5 – 0                                              | WK-eindronde                                       | 1                                                  |
| 14                                                 | 7 juli 1998                                        | Brazilië – Nederland                               | 1 – 1                                              | WK-eindronde                                       | 0                                                  |
| 15                                                 | 11 juli 1998                                       | Kroatië – Nederland                                | 2 – 1                                              | WK-eindronde                                       | 0                                                  |
| 16                                                 | 8 juni 1999                                        | Brazilië – Nederland                               | 3 – 1                                              | Vriendschappelijk                                  | 1                                                  |
| Als speler van Vitesse                             |                                                    |                                                    |                                                    |                                                    |                                                    |
| 17                                                 | 4 september 1999                                   | Nederland – België                                 | 5 – 5                                              | Vriendschappelijk                                  | 0                                                  |
| 18                                                 | 26 april 2000                                      | Nederland – Schotland                              | 0 – 0                                              | Vriendschappelijk                                  | 0                                                  |
| 19                                                 | 27 mei 2000                                        | Nederland – Roemenië                               | 2 – 1                                              | Vriendschappelijk                                  | 0                                                  |
| 20                                                 | 4 juni 2000                                        | Nederland – Polen                                  | 3 – 1                                              | Vriendschappelijk                                  | 0                                                  |
| Als speler van Benfica                             |                                                    |                                                    |                                                    |                                                    |                                                    |
| 21                                                 | 24 maart 2001                                      | Andorra – Nederland                                | 0 – 5                                              | WK-kwalificatie                                    | 2                                                  |
| 22                                                 | 28 maart 2001                                      | Portugal – Nederland                               | 2 – 2                                              | WK-kwalificatie                                    | 0                                                  |
| 23                                                 | 25 april 2001                                      | Nederland – Cyprus                                 | 4 – 0                                              | WK-kwalificatie                                    | 0                                                  |
| 24                                                 | 2 juni 2001                                        | Estland – Nederland                                | 2 – 4                                              | WK-kwalificatie                                    | 0                                                  |
| Als speler van Feyenoord                           |                                                    |                                                    |                                                    |                                                    |                                                    |
| 25                                                 | 15 augustus 2001                                   | Engeland – Nederland                               | 0 – 2                                              | Vriendschappelijk                                  | 0                                                  |
| 26                                                 | 1 september 2001                                   | Ierland – Nederland                                | 1 – 0                                              | WK-kwalificatie                                    | 0                                                  |
| 27                                                 | 5 september 2001                                   | Nederland – Estland                                | 5 – 0                                              | WK-kwalificatie                                    | 0                                                  |
| 28                                                 | 6 oktober 2001                                     | Nederland – Andorra                                | 4 – 0                                              | WK-kwalificatie                                    | 1                                                  |
| 29                                                 | 19 mei 2002                                        | Verenigde Staten – Nederland                       | 0 – 2                                              | Vriendschappelijk                                  | 0                                                  |
| 30                                                 | 2 april 2003                                       | Moldavië – Nederland                               | 1 – 2                                              | EK-kwalificatie                                    | 0                                                  |
| 31                                                 | 30 april 2003                                      | Nederland – Portugal                               | 1 – 1                                              | Vriendschappelijk                                  | 0                                                  |
| Als speler van Fenerbahçe                          |                                                    |                                                    |                                                    |                                                    |                                                    |
| 32                                                 | 6 september 2003                                   | Nederland – Oostenrijk                             | 3 – 1                                              | EK-kwalificatie                                    | 0                                                  |
| 33                                                 | 10 september 2003                                  | Tsjechië – Nederland                               | 3 – 1                                              | EK-kwalificatie                                    | 0                                                  |
| 34                                                 | 11 oktober 2003                                    | Nederland – Moldavië                               | 5 – 0                                              | EK-kwalificatie                                    | 1                                                  |
| 35                                                 | 18 februari 2004                                   | Nederland – Verenigde Staten                       | 1 – 0                                              | Vriendschappelijk                                  | 0                                                  |
| 36                                                 | 31 maart 2004                                      | Nederland – Frankrijk                              | 0 – 0                                              | Vriendschappelijk                                  | 0                                                  |
| 37                                                 | 28 april 2004                                      | Nederland – Griekenland                            | 4 – 0                                              | Vriendschappelijk                                  | 1                                                  |
| 38                                                 | 29 mei 2004                                        | Nederland – België                                 | 0 – 1                                              | Vriendschappelijk                                  | 0                                                  |
| 39                                                 | 1 juni 2004                                        | Nederland – Faeröer                                | 3 – 0                                              | Vriendschappelijk                                  | 0                                                  |
| 40                                                 | 5 juni 2004                                        | Nederland – Ierland                                | 0 – 1                                              | Vriendschappelijk                                  | 0                                                  |
| 41                                                 | 15 juni 2004                                       | Duitsland – Nederland                              | 1 – 1                                              | EK-eindronde                                       | 0                                                  |
| 42                                                 | 30 juni 2004                                       | Portugal – Nederland                               | 2 – 1                                              | EK-eindronde                                       | 0                                                  |
| 43                                                 | 3 september 2004                                   | Nederland – Liechtenstein                          | 3 – 0                                              | Vriendschappelijk                                  | 0                                                  |
| 44                                                 | 8 september 2004                                   | Nederland – Tsjechië                               | 2 – 0                                              | WK-kwalificatie                                    | 2                                                  |
| 45                                                 | 9 oktober 2004                                     | Macedonië – Nederland                              | 2 – 2                                              | WK-kwalificatie                                    | 0                                                  |
| 46                                                 | 17 november 2004                                   | Andorra – Nederland                                | 0 – 3                                              | WK-kwalificatie                                    | 0                                                  |

### Trainer en analist
Na zijn spelerscarrière volgde Van Hooijdonk de cursus Trainer/Coach 1. In dit kader liep hij stage bij Excelsior. Hij behaalde het trainersdiploma TC1 in 2008. Van februari tot november 2011 was hij de assistent van bondscoach Guus Hiddink bij het nationale elftal van Turkije. Tevens had hij, samen met Fuat Çapa en Frans Tekath, de leiding over het nationale B-elftal. In het seizoen 2013/14 trainde Van Hooijdonk samen met Patrick Lodewijks Jong Feyenoord/Excelsior. In 2014 was Van Hooijdonk kortstondig assistent-trainer bij Jong Oranje.
In 2015 kwam hij in dienst als analist bij NOS Studio Sport. In de zomer van 2023 kwam hij in opspraak na een ongefundeerde opmerking die hij maakte over Ajax-trainer Maurice Steijn. De advocaat van Steijn kondigde een kort geding aan, dat werd ingetrokken nadat Van Hooijdonk zijn excuses aanbood. Hij schoof twee weken niet aan als tafelgast bij het televisieprogramma.

## Loopbaan
| Seizoen | Club              | Wedstrijden | Doelpunten | Competitie                     |
| ------- | ----------------- | ----------- | ---------- | ------------------------------ |
| 1989/90 | RBC               | 32          | 6          | Eerste divisie                 |
| 1990/91 | RBC               | 37          | 27         | Eerste divisie                 |
| 1991/92 | NAC               | 35          | 20         | Eerste divisie                 |
| 1992/93 | NAC               | 33          | 26         | Eerste divisie                 |
| 1993/94 | NAC               | 31          | 25         | Eredivisie                     |
| 1994/95 | NAC               | 16          | 10         | Eredivisie                     |
| 1994/95 | Celtic            | 14          | 4          | Scottish Premier League        |
| 1995/96 | Celtic            | 34          | 26         | Scottish Premier League        |
| 1996/97 | Celtic            | 21          | 14         | Scottish Premier League        |
| 1996/97 | Nottingham Forest | 8           | 1          | Premier League                 |
| 1997/98 | Nottingham Forest | 42          | 29         | Football League First Division |
| 1998/99 | Nottingham Forest | 21          | 6          | Premier League                 |
| 1999/00 | Vitesse           | 29          | 25         | Eredivisie                     |
| 2000/01 | Benfica           | 30          | 19         | SuperLiga                      |
| 2001/02 | Feyenoord         | 33          | 24         | Eredivisie                     |
| 2002/03 | Feyenoord         | 28          | 28         | Eredivisie                     |
| 2003/04 | Fenerbahçe        | 34          | 24         | Süper Lig                      |
| 2004/05 | Fenerbahçe        | 19          | 8          | Süper Lig                      |
| 2005/06 | NAC Breda         | 17          | 5          | Eredivisie                     |
| 2005/06 | Feyenoord         | 11          | 3          | Eredivisie                     |
| 2006/07 | Feyenoord         | 26          | 5          | Eredivisie                     |
| Totaal  | -                 | 551         | 335        |                                |

## Erelijst
Als speler
| Competitie                     |        |                  |        |        |
| Competitie                     | Aantal | Jaren            |        |        |
| Celtic                         | Celtic | Celtic           | Celtic | Celtic |
| ------------------------------ | ------ | ---------------- | ------ | ------ |
| Scottish Cup                   | 1x     | 1994/95          |        |        |
| Nottingham Forest              |        |                  |        |        |
| Football League First Division | 1x     | 1997/98          |        |        |
| Feyenoord                      |        |                  |        |        |
| UEFA Cup                       | 1x     | 2001/02          |        |        |
| Fenerbahçe                     |        |                  |        |        |
| Süper Lig                      | 2x     | 2003/04, 2004/05 |        |        |

Individueel
- 1996: Topscorer Schotse Premier League (26 doelpunten) met Celtic
- 1998: Vierde plaats WK met het Nederlands elftal
- 2002: Topscorer Eredivisie (24 doelpunten) met Feyenoord
- 2002: Topscorer UEFA Cup (8 doelpunten) met Feyenoord
- 2002: Nederlands voetballer van het jaar

## Trivia
- In zijn periode bij NAC Breda maakte hij na het maken van een doelpunt een buikschuiver waardoor de supporters van NAC Breda hem de bijnaam Pi-Air gaven.
- Feyenoord-fans namen een single op genaamd "Put your hands up for Pi-Air".
- Op 29 mei 2008 raakte bekend dat Van Hooijdonk het slachtoffer werd van oplichting en 250.000 euro verloor toen hij investeerde in een Chinese textielfabriek die helemaal niet bestond.[5]
- Sinds april 2013 heeft Pierre van Hooijdonk een eigen column in het maandblad NUsport.